# Óxido de vanadio(V)
El  óxido de vanadio(V) es un compuesto químico de fórmula de V2O5. Comúnmente conocido como pentóxido de vanadio, este sólido venenoso marrón/amarillo es la más estable y común compuesto de vanadio. Debido a su alto estado de oxidación, es tanto un óxido anfótero y un agente oxidante. Al calentar se pierde reversiblemente el oxígeno. Gracias a esta capacidad, el V2O5 cataliza varias reacciones de útiles de oxidación aeróbica, la mayor escala de las cuales se basa la producción de ácido sulfúrico a partir de dióxido de azufre.
A diferencia de la mayoría de los óxidos metálicos, se disuelve ligeramente en agua para dar una solución ácida de color amarillo pálido. Cuando este compuesto se forma por precipitación de la solución acuosa, a continuación, su color es naranja intenso en lugar de marrón/amarillo.
La forma mineral de este compuesto, shcherbinaite es extremadamente rara, casi siempre se encuentra entre fumarolas. También existe un mineral trihidrato, V2O5·3H2O, se conoce bajo el nombre de navajoite.

## Propiedades químicas

### Reacciones ácido-base
El V2O5 es un óxido anfótero. Por lo tanto, reacciona con ácidos fuertes no reductores para formar soluciones de sales de color amarillo pálido que contienen centros de dioxovanadio(V):
V2O5 + 2 HNO3  →  2 VO2(NO3) + H2O
También reacciona con bases fuertes para formar polioxovanadatos, con una estructura compleja dependiente del pH. Si se añade lentamente ácido a una solución de Na3VO4, el color pasa gradualmente del naranja al rojo antes de que precipite V2O5 hidratado marrón alrededor del pH 2.  Estas soluciones contienen principalmente los iones HVO42− y V2O74− entre pH 9 y pH 13, pero por debajo de pH 9 predominan especies más exóticas, tales como V4O124− y HV10O285−.
Con cloruro de tionilo se convierte en oxitricloruro de vanadio VOCl3 :
V2O5 +  3 SOCl2 → 2 VOCl3 + 3 SO2

### Reacciones redox
El V2O5 se reduce fácilmente en medio ácido a vanadio estable(IV), las especies, el azul de iones de vanadio (VO(H2O)52+). Esta conversión ilustra las propiedades redox de V2O5. Por ejemplo, los ácido clorhídrico y ácido bromhídrico se oxida al correspondiente halógeno, por ejemplo,
V2O5 +  6HCl + 7H2O → 2[VO(H2O)5]2+  +  4Cl− + Cl2
El V2O5 sólido se reduce en ácido oxálico, monóxido de carbono, y dióxido de azufre para dar óxido de vanadio(IV), VO2 como un sólido de color azul oscuro. La reducción adicional con el uso de hidrógeno o CO en exceso puede dar lugar a mezclas complejas de óxidos tales como V4O7 y V5O9 antes de alcanzar el negro V2O3. Vanadatos o vanadilo(V) compuestos en solución de ácido son reducidos por la amalgama de zinc a través de una vía de interesante colorido:
| VO2+     | → | VO2+ | → | V3+   | → | V2+     |
| amarillo |   | azul |   | verde |   | púrpura |

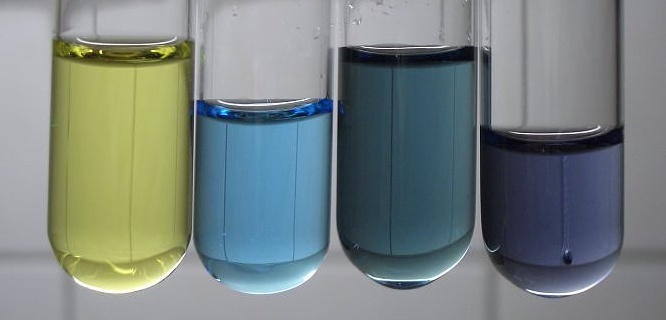

Los iones son, por supuesto, todos hidratado en diferentes grados.

## Preparación

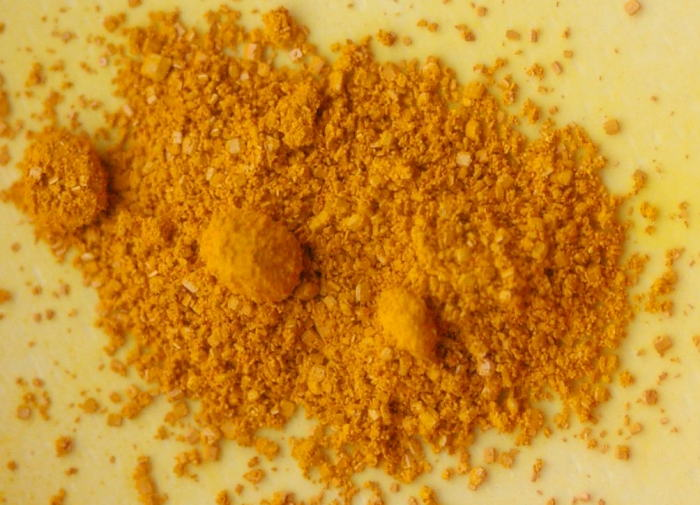
La forma naranja, parcialmente hidratada del V_{2}O_{5}

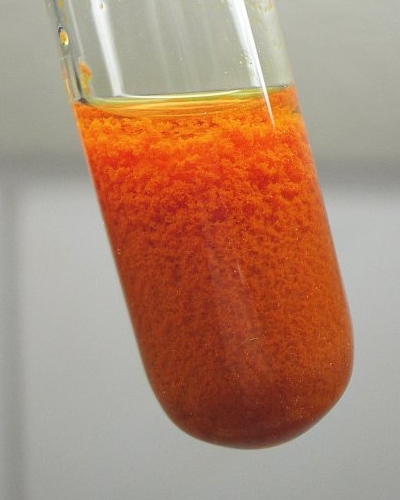
Precipitado de "torta roja", que es V_{2}O_{5} hidratado.

V2O5 de grado técnico se produce como un polvo negro que se utiliza para la producción de vanadio metal y ferrovanadio. Un residuo mineral vanadio o vanadio ricos se trata con carbonato de sodio para producir metavanadato sódico, NaVO3. Este material se acidifica a pH 2-3 con ácido sulfúrico, H2SO4, para dar un precipitado de "torta roja" (véase arriba ). La torta de color rojo se funde a 690 °C para producir el producto en bruto V2O5.
El vanadio(V) se produce cuando el óxido de vanadio metálico se calienta con un exceso de oxígeno, pero este producto está contaminado con otros óxidos, menores. Una preparación de laboratorio más satisfactorio implica la descomposición de metavanadato de amonio en torno a 200 °C:
2 NH4VO3  →  V2O5 +  2 NH3 + H2O

## Usos

### Ferrovanadio
En términos de cantidad, el uso dominante de vanadio(V) de óxido es en la producción de ferrovanadio (véase arriba ). El óxido se calentó con chatarra de hierro y ferrosilicio, se añadie cal para formar escoria de silicato de calcio. También se puede usar aluminio, produciendo la aleación de hierro-vanadio junto con alúmina como subproducto. En 2005 una escasez de V2O5 hizo que su precio subiera a $ 40/kg, que a su vez provocó un aumento en el precio de ferrovanadio.

### Catalizador

#### Ácido sulfúrico
Otro uso importante del óxido de vanadio(V) es la fabricación de ácido sulfúrico, un producto químico industrial importante, con una producción anual mundial de 165 millones de toneladas métricas en 2001, con un valor aproximado de 8 millardos de dólares. El óxido de vanadio(V) sirve al propósito fundamental de catalizar la oxidación exotérmica del dióxido de azufre a trióxido de azufre con aire en el proceso de contacto:
2 SO2  +  O2   2 SO3
El descubrimiento de esta reacción simple, en la que el V2O5 es el catalizador más eficaz, ha permitido al ácido sulfúrico convertirse en el producto químico barato que es hoy. La reacción se lleva a cabo entre 400 y 620 °C; por debajo de 400 °C, el V2O5 es inactivo como un catalizador, y por encima de 620 °C, comienza a descomponerse. Dado que se sabe que V2O5 se puede reducir a VO2 por SO2, un ciclo catalítico probable es la siguiente:
SO2  +  V2O5  →  SO3  +  2VO2
seguido por
2VO2 +½O2  →  V2O5
Paradójicamente, también se utiliza como catalizador en la reducción catalítica selectiva (SCR) de NOx de las emisiones de algunas centrales eléctricas. Debido a su eficacia en la conversión de dióxido de azufre en trióxido de azufre y ácido sulfúrico por lo tanto, se debe tener especial atención con las temperaturas de operación y la colocación de la unidad de una planta de energía de SCR cuando se queman combustibles que contienen azufre.

#### Otras catalizaciones
El anhídrido maleico es otro material industrial importante, que se utiliza para la fabricación de poliéster y resinas alquídicas. El óxido de vanadio(V) pueden catalizar la producción de una variedad de materiales de partida orgánicos tales como n - butano , furfural y benceno, el último de los cuales es el método comercial habitual. En un proceso relacionado, anhídrido ftálico, utilizado para la fabricación de plastificantes para la producción de PVC, puede ser producido por oxidación catalizada por V2O5 de orto - xileno o naftaleno a 350-400 °C.

### Otras aplicaciones
Debido a su alto coeficiente de resistencia térmica, el óxido de vanadio(V) encuentra uso como material de detector en bolómetros y microbolómetros matrices para imágenes térmicas . Se encuentra también aplicación como un sensor de etanol en los niveles de ppm (hasta 0,1 ppm).
Posibles nuevos usos incluyen la preparación de cerámica de vanadato de bismuto para el uso de óxido sólido de las pilas de combustible. Otra nueva aplicación es en baterías redox de vanadio, un tipo de batería de flujo utilizados para almacenar energía, incluidas las instalaciones eléctricas de gran tamaño como los parques eólicos.

## Actividad biológica

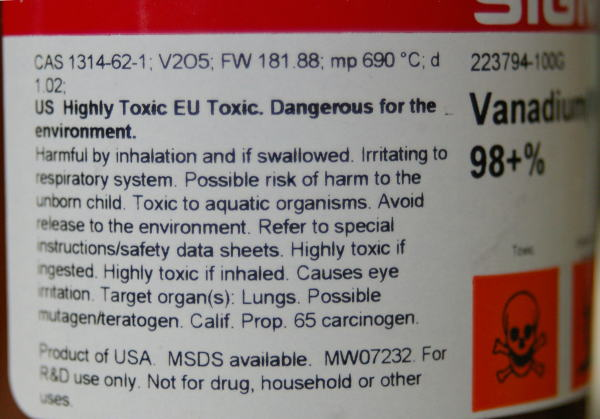
Advertencia de toxicidad

El óxido de vanadio(V) exhibe una moderada toxicidad en los seres humanos, con una DL50 de aproximadamente 470 mg/kg. El mayor problema es la inhalación del polvo, donde los DL50 oscila entre 4–11 mg/kg para una exposición de 14 días. El vanadato (VO43−), formado por la hidrólisis de V2O5 a pH alto, aparece para inhibir las enzimas que procesan el fosfato (PO43−). Sin embargo, no se conoce el modo exacto del proceso.